# 查克成
查克成（？—？），本籍順天府大興縣，是中國清朝官員。
吏員出身。於1714年上任新港巡檢，隸屬於台灣道台灣府，為台灣清治時期的地方官員，該官職主要從事新港之管理事務。